# El Morro (Baja California)
El Morro (auch Puerto Morro Redondo oder Punta Morro Redondo) ist ein Dorf im Süden der Insel Isla de Cedros im Municipio Ensenada im mexikanischen Bundesstaat Baja California.